# 克拉里
克拉里（法語：Clary，法語發音：[klaʁi]）是法国上法蘭西大區北部省的一个市镇，属于康布雷区。

## 地理
克拉里（50°4'38"N, 3°24'0"E）面积9.93 平方千米，位于法国上法蘭西大區北部省，该省份为法国最北部的省份及最长的省份，西北濒北海，西接加来海峡省，南至埃纳省和索姆省，东与比利时接壤。
与克拉里接壤的市镇（或旧市镇、城区）包括：利尼昂康布雷西、瓦兰库尔-塞尔维尼、贝尔特里、科勒里、埃兰库尔、马雷兹、蒙蒂尼昂康布雷西。

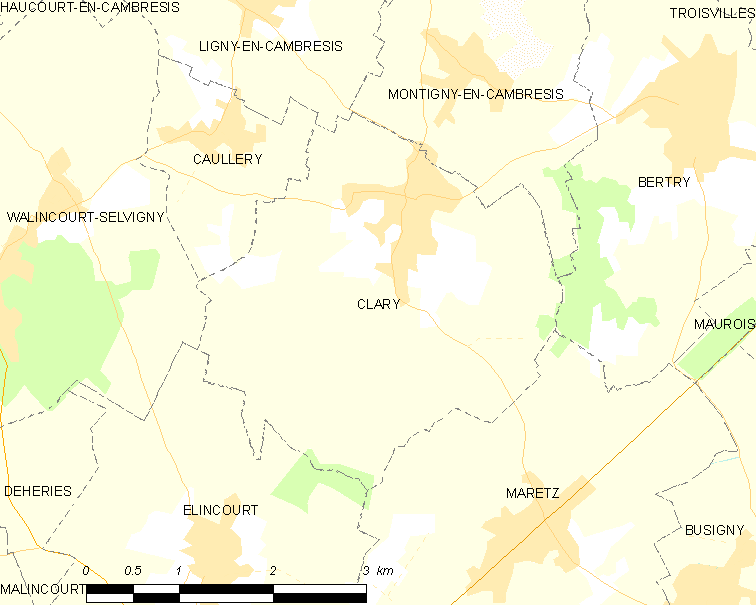
克拉里的OSM定位图

克拉里的时区为UTC+01:00、UTC+02:00（夏令时）。

## 行政
克拉里的邮政编码为59225，INSEE市镇编码为59149。

## 政治
克拉里所属的省级选区为勒卡托康布雷西县。

## 人口

1962-2008年间克拉里人口变化图示

克拉里于2022年1月1日时的人口数量为1087人。